# Тамек, Али Салем
Али Салем Тамек (араб. علي سالم التامك‎; родился 24 декабря 1973 года) — западносахарский правозащитник, активист движения за независимость и профсоюзный деятель.
Али Салем Тамек родился в городке Асса, на юге Марокко. Он стал одним из самых известных диссидентов-сахарави, противостоящих марокканской оккупации. Был активен в марокканских профсоюзных и левых кругах. Он был вице-президентом Коллектива сахарских защитников прав человека (CODESA).

## Биография
Его пять раз бросали в тюрьму за общественно-политическую деятельность, увольняли с работы, на длительное время лишали паспорта. Впервые был задержан вместе с другими борцами за независимость Западной Сахары 13 сентября 1993 года на марокканско-алжирской границе в районе Тата, где пытался присоединиться к Фронту ПОЛИСАРИО. Он был приговорён к одному году тюремного заключения и штрафу в размере 10 000 дирхамов. 24 ноября 1997 года его снова задержали недалеко от Дахлы при попытке пересечь границу между контролируемой Марокко Западной Сахарой и Мавританией.
С 1997 года он работал работником местной администрации в Туэсгуи, Асса-Заг, но в апреле 2002 года был вынужден переехать в Мекнес. В конце того же года он был приговорен к 2 годам тюремного заключения и штрафу в размере 10 000 дирхамов за «подрыв внутренней безопасности государства» после того, как был задержан 26 августа в Рабате в качестве главы сахаравидского отделения правозащитной организации Форум за правду и справедливость. Amnesty International признала его узником совести.
Во время своего заключения он неоднократно объявлял голодовки и был освобождён по общему королевскому помилованию 7 января 2004 года и решению Комиссии по справедливости и примирению. Однако состояние его здоровья к тому моменту существенно ухудшилось из-за тяжелых условий содержания в марокканских тюрьмах.
Кроме того, он становился объектом клеветнических кампаний в марокканской прессе, политически мотивированных преследований и угроз жизни его самого и его семьи. Его жена Аиша Рамдан сообщила в 2005 году, что в 2003 году она после посещения её мужа в тюрьме Айт-Меллулбыла изнасилована пятью агентами Главного управления территориального надзора на глазах у своей трёхлетней дочери. Она утверждала, что среди насильников были представители Главного управления национальной безопасности Брахим Тамек, двоюродный брат Али Салема, и Мбарек Арсалан. Она попросила политического убежища в Испании. Марокканский национальный фонд социального обеспечения даже отказался признать имя, которое Тамек дал своей первой дочери (Тавра — «революция» на арабском языке), ссылаясь на то, что его не было в списке разрешённых имен. По этой причине семье было отказано в пособии.
18 июля 2005 года он был задержан в аэропорту Эль-Аюна при возвращении из Лас-Пальмас-де-Гран-Канария после поездки в Швейцарию, Италию и Испанию на конференции в поддержку независимости Западной Сахары. Журнал «Maroc Hebdo International» поместил его на обложке за июль 2005 года с заголовком «Враг народа № 1». Европейский парламент призвал к его «немедленному освобождению» в резолюции от 27 октября. 14 декабря Али Салем Тамек был приговорён марокканским судом в Эль-Айуне к 8 месяцам тюремного заключения по обвинению в подстрекательстве к нарушению общественного порядка во время интифады. Как до, так и после суда Amnesty International опубликовала отчёты с опасениями, что Али Салем Тамек и другие активисты движения за независимость Сахары не получили справедливого судебного разбирательства и могут быть узниками совести. Он был снова освобождён по общему королевскому помилованию в апреле 2006 года.
Тамек получил степень бакалавра в 2007 году в возрасте 34 лет. Сообщается, что после окончания учёбы ему не разрешили изучать право и журналистику.
8 октября 2009 года он был арестован в аэропорту Касабланки вместе с шестью другими активистами и правозащитниками (известными как «Касабланкская семёрка»), когда они возвращались после посещения членов семьи в лагерях западносахарских беженцев в Тиндуфе (Алжир). Судья обвинил их в «угрозе государственной безопасности» и направил дело в военный суд. Amnesty International объявила их узниками совести.
Тамек, Брахим Дахане и Ахмед Насири были освобождены 23 апреля 2011 года, незадолго до того, как собирались начать голодовку в знак протеста против условий своего заключения.

## Награды и номинации
10 июня 2005 года на церемонии в Севилье (Испания) ему была присуждена III премия солидарности «Хуан Антонио Гонсалес Карабальо».
14 марта 2010 года он был награжден I премией «Хосе Мануэль Мендес» в области прав человека и социальной справедливости, присуждаемой гражданской платформой «Ассамблея за Тенерифе».